# Ligths Off
Ligths Off è un singolo della rapper e cantautrice italiana BigMama, pubblicato il 18 ottobre 2019.

## Descrizione
Il brano, scritto dalla stessa cantautrice, è prodotto da Frame e Sidelines.

## Video musicale
Il video musicale, diretto da Blediwashere, è stato pubblicato il 29 ottobre 2019 attraverso il canale YouTube della Inkwell LDD.

## Tracce
Testi e musiche di Marianna Mammone.
1. Ligths Off – 0:47